# Germán Medina Acosta
Germán Medina Acosta (* 25. Februar 1958 in Bogotá) ist ein kolumbianischer römisch-katholischer Geistlicher und Bischof von Engativá.

## Leben
Germán Medina Acosta besuchte das Knabenseminar in Bogotá. Er studierte von 1975 bis 1978 Philosophie und von 1978 bis 1982 Katholische Theologie am Priesterseminar in Bogotá. Medina Acosta empfing am 11. Juni 1983 durch den Erzbischof von Bogotá, Aníbal Kardinal Muñoz Duque, das Sakrament der Priesterweihe.
Medina Acosta war zunächst als Pfarrvikar der Pfarrei Nuestra Señora del Ave María tätig, bevor er 1984 Ausbilder am Kleinen Seminar in Bogotá und 1985 zudem Koordinator für die Jugendpastoral im Erzbistum Bogotá sowie 1986 Kaplan am Colegio del Rosario wurde. Daneben erwarb an der Päpstlichen Universität Xaveriana ein Lizenziat im Fach Katholische Theologie (1989), einen Master im Fach Kommunikationspsychologie (1996) sowie einen Abschluss in Pädagogik und Ethik (1998). 1996 wurde Germán Medina Acosta Kaplan an der Universidad Nacional de Colombia und Pfarrer der Pfarrei Santos Ángeles Custodios sowie 1999 zusätzlich Erzpriester des Arciprestazgo N° 1.3. 1999 wurde Medina Acosta für weiterführende nach Rom entsandt, wo er 2002 an der Päpstlichen Universität der Salesianer mit der Arbeit La formación para el acompañamiento espiritual de jóvenes a la luz del Sínodo arquidiocesano de Bogotá („Die Ausbildung zur geistlichen Begleitung von Jugendlichen im Lichte der Diözesansynode von Bogotá“) zum Doktor der Theologie promoviert wurde. Nach der Rückkehr in seine Heimat wurde er Ausbilder am Priesterseminar in Bogotá sowie 2003 zudem Mitglied des Rates für die Ständigen Diakone und 2008 Mitglied des Priesterrats des Erzbistums Bogotá. Von 2010 bis 2015 war er Regens des Priesterseminars. Danach wirkte Germán Medina Acosta als Pfarrer der Pfarrei San Juan de Ávila, bevor im Juni 2017 Bischofsvikar für die Region San Pedro und Generalvikar sowie Mitglied des Konsultorenkollegiums wurde.
Am 11. Juni 2021 ernannte ihn Papst Franziskus zum Titularbischof von Aradi und zum Weihbischof in Bogotá. Der Erzbischof von Bogotá, Luis José Rueda Aparicio, spendete ihm am 14. August desselben Jahres in der Kathedrale der Unbefleckten Empfängnis in Bogotá die Bischofsweihe; Mitkonsekratoren waren der emeritierte Erzbischof von Bogotá, Rubén Kardinal Salazar Gómez, und der Apostolische Nuntius in Kolumbien, Erzbischof Luis Mariano Montemayor. Als Weihbischof blieb Germán Medina Acosta Generalvikar des Erzbistums Bogotá. Zudem war er Bischofsvikar für die Evangelisation sowie für die Verkündigung, die christliche Bildung und den kulturellen Dialog.
Am 29. Juni 2024 ernannte ihn Papst Franziskus zum Bischof von Engativá. Die Amtseinführung fand am 23. August desselben Jahres statt.

## Schriften
- La formación para el acompañamiento espiritual de jóvenes a la luz del Sínodo arquidiocesano de Bogotá (= Tesi de dottorato/Università Pontificia Salesiana. Facoltà de teologia. Band 508). Università Pontificia Salesiana, Rom 1998.